# Becassine
Bécassine é uma tira de quadrinhos francesa, que teve sua primeira edição em 2 de fevereiro de 1905 de La Semaine de Suzette. Ela é considerada a primeira protagonista feminina das histórias em quadrinhos.

## História
Inicialmente feita como filler para uma página em branco, a primeira historia de Bécassine foi escrita por Jacqueline Rivière e desenhada por Joseph Pinchon, Becassine fez um grande sucesso na França. Só em 1913, Bécassine se tornou a heroína das histórias estruturadas.
Com sua primeira aparição três anos antes de Les Pieds Nickelés, Bécassine é considerado o nascimento da moderna história em quadrinhos franco-belga. Marca a transição entre as histórias ilustradas e a verdadeira história em quadrinhos. Seu estilo de desenho, com linhas vivas, modernas e arredondadas, inspiraria o estilo ligne claire que Hergé, 25 anos depois, popularizarizado em As Aventuras de Tintin.
Entre 1913 e 1950, Becassine teve 27 volumes. Pinchon fez 25 volumes, e os 2 foi feito por Edouard Zier. Após a morte de Pinchom em 1953, a série continuou com outros artistas, como Jean Trubert.
Após um declínio na popularidade, Bécassine recuperou destaque devido o hit single "Bécassine, c'est ma cousine" (Becaasine, ela é minha prima) por Chantal Goya, que vendeu mais de três milhões de cópias em 1979.
Em 2001, foi lançado um filme de animação, Bécassine, le Trésor viking. Sendo que em 1939 foi transformada em filme, dirigido por Pierre Caron, com uma história de Jean Nohain e René Pujol, e estrelado por Paulette Dubost como Bécassine. 
Em abril de 2005,  o correio francês emitiu um selo retratando Bécassine pelo seu centenário. 

## Sobre a personagem
O personagem Bécassine  é uma jovem empregada doméstica da Bretanha, geralmente retratada vestindo um vestido verde com rendas, coifa e tamancos, pastiche do traje tradicional camponês bretão. Ela diz ser originária de Finisterra, a área mais associada com a cultura tradicional da Bretanha. No entanto, sua roupa tem elementos não-bretões, que lembram o traje local de Picardia. Ela é geralmente retratada sem boca. 
Vista como um estereótipo e remanescente do desprezo com que os bretões eram vistos, ela é uma garota provinciana típica, como vista pelas pessoas mais refinadas da cidade de Paris, público-alvo da revista para jovens meninas La Semaine de Suzette. Mas ao longo das histórias, e juntamente com o sucesso que ela conquistou, ela foi representada cada vez mais favoravelmente. "Bécassine" é um apelido, derivado da palavra francesa para um número de aves da família das narcejas , que também é usado como uma forma de dizer "idiota" em francês.

## No Brasil
A personagem foi publicada na pioneira revista O Tico-Tico com o nome de Narcisa.
O filme de animação de 2001 foi exibido no Brasil pelo Canal Futura e posteriormente pela TV Cultura e TV Brasil, sob o título de "Bécassine, A Babá dos Sonhos".

## Volumes
| Volume | Ano  | Título                             | Remarks                                                                         |
| ------ | ---- | ---------------------------------- | ------------------------------------------------------------------------------- |
| 1      | 1913 | L'enfance de Bécassine             | Published by Gautier                                                            |
| 2      | 1916 | Bécassine pendant la guerre        | Published by Gautier                                                            |
| 3      | 1917 | Bécassine chez les Alliés          | Drawn by E. Zier, published by Gautier                                          |
| 4      | 1918 | Bécassine mobilisée                | Drawn by E. Zier                                                                |
| 5      | 1919 | Bécassine en apprentissage         |                                                                                 |
| 6      | 1919 | Bécassine chez les Turcs           |                                                                                 |
| 7      | 1920 | Les Cent Métiers de Bécassine      |                                                                                 |
| 8      | 1921 | Bécassine voyage                   |                                                                                 |
| 9      | 1922 | Bécassine nourrice                 |                                                                                 |
| 10     | 1923 | Bécassine alpiniste                |                                                                                 |
| 11     | 1924 | Les Bonnes Idées de Bécassine      |                                                                                 |
| 12     | 1925 | Bécassine au pays basque           |                                                                                 |
| 13     | 1926 | Bécassine, son oncle et leurs amis |                                                                                 |
| 14     | 1927 | L'Automobile de Bécassine          |                                                                                 |
| 15     | 1929 | Bécassine au pensionnat            |                                                                                 |
| 16     | 1930 | Bécassine en aeroplane             |                                                                                 |
| 17     | 1931 | Bécassine fait du scoutisme        |                                                                                 |
| 18     | 1932 | Bécassine aux bains de mer         |                                                                                 |
| 19     | 1933 | Bécassine dans la neige            |                                                                                 |
| 20     | 1934 | Bécassine prend des pensionnaires  |                                                                                 |
| 21     | 1935 | Bécassine a Clocher-les-Bécasses   |                                                                                 |
| 22     | 1936 | Bécassine en croisière             |                                                                                 |
| 23     | 1937 | Bécassine cherche un emploi        |                                                                                 |
| 24     | 1938 | Les Mésaventures de Bécassine      |                                                                                 |
| 25     | 1939 | Bécassine en roulotte              |                                                                                 |
| 26     | 1992 | Bécassine au studio                | Only published then because the outbreak of the Second World War                |
|        | 1921 | Alphabet de Bécassine              | Also published as Bécassine maîtresse d'école: published out of the main series |
|        | 1927 | Les Chansons de Bécassine          | Published outside the main series                                               |
| 1      | 1959 | Bécassine revient                  | New series, drawn by Trubert, written by Camille François                       |
| 2      | 1961 | L'Alphabet de Bécassine            | Drawn by Trubert, written by Vaubant                                            |
| 3      | 1962 | Bécassine mène l'enquête           | Drawn by Trubert, written by Vaubant                                            |

## Ligações Externas
- sobre Joseph Pinchon
  - Selos de Bécassine